# Onze-Lieve-Vrouw-van-Lourdeskapel (Haelen)
De Onze-Lieve-Vrouw-van-Lourdeskapel is een kapel in Haelen in de Nederlandse gemeente Leudal. De kapel staat aan de splitsing van de Grote Kampweg met de Toumweg in het zuidwesten van het dorp.
De kapel is gewijd aan de heilige Maria, specifiek aan Onze-Lieve-Vrouw van Lourdes.

## Geschiedenis
In 1965 werd de kapel gebouwd.

## Gebouw
De open bakstenen kapel heeft een driezijdige koorsluiting en wordt gedekt door een achtzijdig tentdak met bitumen. In de twee schuine gevels van de koorsluiting is elk een rechthoekig venster aangebracht met traliewerk. Aan de voorzijde wordt de kapel afgesloten met een driedelig smeedijzeren hek.
Van binnen is de kapel uitgevoerd in baksteen. Op de achterwand is een altaarblad aangebracht met aan de voorzijde de tekst: O.L. VROUW VAN LOURDES BID VOOR ONS. Op het altaar staat een beeld van de Onze-Lieve-Vrouw van Lourdes die Maria toont in biddende positie met haar handen samengevouwen.